# John Calvin Batchelor

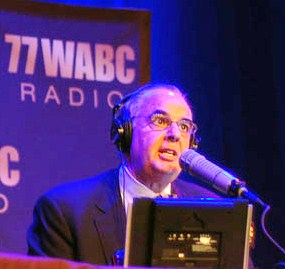
John Calvin Batchelor (2010)

John Calvin Batchelor (* 29. April 1948 in Bryn Mawr, Pennsylvania) ist ein US-amerikanischer Autor. Einige Werke veröffentlichte er unter den Pseudonymen Jeff Morgan und Tommy "Tip" Paine.

## Leben
Er wuchs im Lower Merion Township, Montgomery County, Pennsylvania auf. Sein Vater kam aus Indiana, seine Mutter – iranischer Herkunft – wurde in Yonkers geboren. Als sie sich kennenlernten und heirateten, dienten beide in der US-Army. Sein Vater Calvin Batchelor war Verkäufer von Industrienähmaschinen. Er schloss ein Studium in Princeton ab und lebte 15 Jahre in New York. Er machte einen Master-Abschluss in Theologie des Union Theological Seminary. Seine Frau, die er bei dem Seminar kennenlernte, heiratete er 1987; sie wurde Pastorin der United Church of Christ. Mit ihr hat er zwei Kinder.
Sein Werk Antarctica beschrieb das Szenario eines englisch-argentinischen Krieges um die Falklandinseln, wenige Monate bevor der Falklandkrieg ausbrach.
Ohne jegliche Ausbildung begann er 2001 auf WABC eine wöchentliche Radio-Talkshow. Aufgrund seines Hintergrundwissens, das er für die Show am 8. September 2001 recherchierte, in der er über Osama bin Laden als Hauptverdächtigen des Anschlags auf die Cole sprach, wurde die Sendung ab dem Tag nach dem Terroranschlag am 11. September 2001 zu einer Late-Night-Show. Sie wurde nach fünf Jahren am 1. September 2006 eingestellt.

## Bibliografie
Romane
- The Further Adventures of Halley’s Comet (1980)
- The Birth of the People’s Republic of Antarctica (1983)
  - Deutsch: Aufstieg und Fall der Volksrepublik Antarktis : Der grosse Abenteuer-Roman einer Staatengründung. Übersetzt von Harro Christensen. Bastei-Verlag Lübbe (Bastei-Lübbe-Taschenbuch #13050), Bergisch Gladbach 1986, ISBN 3-404-13050-2.
- American Falls (1985)
- Gordon Liddy is My Muse by Tommy "Tip" Paine (1990)
- Walking the Cat: Gordon Liddy is My Muse, by Tommy "Tip" Paine (1991)
- Peter Nevsky and the True Story of the Russian Moon Landing (1993)
- Father’s Day (1996)

Sachbücher
- Thunder in the Dust: Classic Images of Western Movies (1987)
- „Ain't You Glad You Joined the Republicans?“ : A Short History of the GOP (1996)